# Farmtrac 7110 DT
Farmtrac 7110 DT – ciągnik rolniczy produkowany przez Farmtrac Tractors Europe Sp. z o.o. w Mrągowie.

## Dane techniczne
Silnik:
- Typ: Perkins 1104D-44TA[2] (Euro 3A), 1204E-E44TA (Euro IIIB)
- Rodzaj: wysokoprężny, turbodoładowany
- Moc: 81 kW (110 KM) przy 2300 obr./min.
- Maksymalny moment obrotowy: 416 Nm przy 1400 obr./min.
- Liczba cylindrów: 4
- Średnica cyl./skok tłoka: 105/127 mm
- Pojemność skokowa: 4400 cm³
- Ilość oleju w silniku: 10 l

Układ napędowy:
- Sprzęgło: suche
- Przekładnia: ZF-T557 LS Power Shift ze wzmacniaczem momentu
- Liczba biegów przód/tył: 16/16

Układy jezdne:
- Mechanizm kierowniczy: hydrostatyczny
- Przedni most napędowy: Carraro 20.16
- Ogumienie przód/tył: 420/85-R24 / 520/70-R38
- Hamulec roboczy: tarczowy

Układy agregowania:
- Regulacja podnośnika: EHR – regulacja pozycyjna i siłowa
- Wałek odbioru mocy: 430/540/750/1000.
- Udźwig podnośnika: 4900 kg
- Wydatek hydrauliki zewnętrznej (hydraulika + sterowanie): 89 (57+32) l/min.
- Liczba wyjść hydrauliki zewnętrznej: 6
- Ciśnienie nominalne na szybkozłączu: 19 MPa

Masa – wymiary – pojemności:
- Długość: 4071–4455 mm
- Wysokość: 2646–2776 mm
- Szerokość: 1936–2457 mm
- Prześwit (przód/tył): 298–428 mm
- Masa: 4600 kg
- Maksymalne obciążenie osi przedniej/tylnej: 3250/4500 kg
- Zbiornik paliwa: 160 dm³
- Kabina czterosłupkowa, bezpieczna, komfortowa